# Tegher
Tegher (in armeno Տեղեր?) è un comune dell'Armenia di 90 abitanti (2001) della provincia di Aragatsotn.